# Enrico Vezzalini
Enrico Vezzalini (Ceneselli, 16 ottobre 1904 – Novara, 23 settembre 1945) è stato un prefetto italiano fascista, in carica nelle province di Ferrara e Novara.

## Biografia
Laureato in giurisprudenza, avvocato, in gioventù si iscrisse al Partito Nazionale Fascista (PNF) e fu comandante provinciale della Gioventù Italiana del Littorio; dopo l'8 settembre 1943 aderì al Partito Fascista Repubblicano (PFR). Durante il ventennio non riuscì a emergere nell'ambiente lavorativo, tanto che lo scrittore Sebastiano Vassalli lo definì «avvocaticchio senza cause e senza clienti»; nella Repubblica Sociale Italiana, invece, fece una rapida carriera. Partecipò alla spedizione punitiva di Ferrara del novembre 1943, dove vennero uccisi 11 antifascisti in risposta all'uccisione del commissario federale Igino Ghisellini.

### A Ferrara
Successivamente fu nominato prefetto a Ferrara dove, nel corso della guerra civile, venne coordinata la lotta anti-partigiana, e operò in particolare nella Val d'Ossola. Durante la sua prefettura operò la malfamata compagnia "Giorgi" (un reparto speciale aggregato della Guardia Nazionale Repubblicana), detta dei "Tupin".
Fu membro del collegio giudicante del Tribunale speciale per la difesa dello Stato della Repubblica Sociale Italiana in occasione del Processo di Verona, che processò i membri del Gran Consiglio che firmarono l'Ordine del giorno Grandi per la sfiducia al Capo del Governo Benito Mussolini. In questa veste, si oppose al tentativo dell'altro giudice Renzo Montagna di salvare la vita al vecchio imputato Emilio De Bono.

### A Novara
Dal 22 luglio 1944 al 15 gennaio successivo fu prefetto di Novara; anche qui, Vezzalini si fece raggiungere dalla compagnia dei "Tupin", comandata dal capitano Tortonesi: il reparto divenne praticamente la guardia del corpo del capo della Provincia. Accanto a questi agiva la squadra speciale di polizia detta "Squadraccia" comandata prima dal questore Pasqualy e poi dall'agente Martino. Le due formazioni, su ordine di Vezzalini, seminarono il territorio di stragi e terrore; particolarmente efferata e brutale fu l'eccidio del 24 ottobre nel quale furono torturati ed uccisi 11 partigiani. Il 22 settembre 1944 Vezzalini dispose l'arresto e l'assegnazione ad un campo di concentramento "di tutti i congiunti maschi, dai 15 ai 65 anni, di renitenti, disertori e banditi", nonché la confisca dei loro beni.

### Ultimo anno
Dopo esser stato esautorato dall'incarico, si recò a Bologna - dove fu cacciato dal comando tedesco, che lo accusava di seminare il panico tra la popolazione con le violenze della sua compagnia - e poi a Modena.
Finita la guerra fu processato dalla Corte d'assise straordinaria di Novara e condannato a morte mediante fucilazione alla schiena insieme ad altri cinque con sentenza del giugno 1945. L'esecuzione fu eseguita presso il poligono di tiro novarese il 23 settembre 1945.